# そうだ、ぜったい。
「そうだ、ぜったい。」は、奥井雅美の通算11作目のシングルである。

## 背景
前作「輪舞-revolution」から1か月の短いインターバルでリリースされ、1996年に発表した「Shake it」に続き、OVA『それゆけ!宇宙戦艦ヤマモト・ヨーコII』のオープニングテーマとして使用された。
アルバム『Ma-KING』では、「そうだ、ぜったい。」はミックスが多少異なるアルバムバージョン、「Precious wing」は〈light wind version〉としてドラムを抜いた音源で収録されている。

## 制作
「そうだ、ぜったい。」は、作曲と編曲を手がけた矢吹俊郎が当時、首都高速道路を走りながらサビができたと後に自身のTwitterに投稿した。矢吹は、この楽曲が完成した際「あ、俺作曲家でやっていけるわ！って思った思い出の曲」と語っている。

## 収録曲
| 全作詞: 奥井雅美、全作曲・編曲: 矢吹俊郎。 |                                           |          |            |      |
| #                                          | タイトル                                  | 作詞     | 作曲・編曲 | 時間 |
| 1.                                         | 「そうだ、ぜったい。」                    | 奥井雅美 | 矢吹俊郎   | 4:34 |
| 2.                                         | 「Precious wing」                         | 奥井雅美 | 矢吹俊郎   | 5:38 |
| 3.                                         | 「そうだ、ぜったい。」(off vocal version) | 奥井雅美 | 矢吹俊郎   | 4:34 |
| 4.                                         | 「Precious wing」(off vocal version)      | 奥井雅美 | 矢吹俊郎   | 5:38 |
| 合計時間:                                  | 合計時間:                                 | 20:24    |            |      |

## 参加ミュージシャン
| そうだ、ぜったい。 - Synthesizer programming & Keyboards & Guitars : 矢吹俊郎 - Drums : 佐藤強一 - Bass : 住吉中 - Guitars : 渡辺格 - Solo Guitars : 若林剛太 - Keyboards : Masayuki-kanpei-Yagihasi - Chorus : 奥井雅美 - Mix : Yuichi Nagayama | Precious wing - Synthesizer programming & Keyboards & Guitars : 矢吹俊郎 - Drums : 佐藤強一 - Bass : 田中章弘 - Ac Guitars : 渡辺格 - Sax solo : 藤陵雅裕 - Chorus : 奥井雅美 - Mix : Atsushi Hattori |

## メディアでの使用
| # | 曲名                   | タイアップ                                                   | 出典  |
| - | ---------------------- | ------------------------------------------------------------ | ----- |
| 1 | 「そうだ、ぜったい。」 | OVA『それゆけ!宇宙戦艦ヤマモト・ヨーコII』オープニングテーマ | [ 3 ] |